# Robert Roszkiewicz
Robert Roszkiewicz (ur. 8 września 1979 w Warszawie) – polski zapaśnik i trener personalny. Trzykrotny zdobywca w USA tytułu ALL American (2002, 2004, 2005). Wpisany do księgi najlepszych zapaśników uniwersyteckich. Absolwent NorthWest College i Lindenwood University.
W 2004 r. dla NorthWest College wywalczył tytuł drużynowego mistrza Stanów Zjednoczonych w zapasach, w wersji NJCAA. W tym samym roku wywalczył w wadze ciężkiej indywidualny tytuł mistrzowski. Rok później, w 2005 roku, w barwach Lindenwood University wywalczył tytuł drużynowego mistrza USA, w wersji NAIA.
Za te osiągnięcia został odznaczony przez Polski Związek Zapaśniczy Kapitułą Złotego Honorowego Pierścienia Olimpijskiego. Jest jedynym Polakiem, któremu udało się to osiągnąć. W 2023 r. został odznaczony najwyższym odznaczeniem Polskiego Związku Zapaśniczego – Złotym Medalem.
W 2002 roku zaczął profesjonalnie zajmować się treningami personalnymi. W 2006 r. zdał certyfikat IFPA-International Fitness Professionals Association. Doświadczenie zdobywał pracując przez wiele lat w siłowniach, klubach fitness i studiach treningu personalnego w USA i Polsce. W 2007 r. założył z bratem Hubertem Roszkiewiczem (bliźniakiem) RH Fitness Studia Treningu Personalnego, które prowadzili wspólnie do 2021 r..
W 2021 otworzył z żoną Agnieszką Roszkiewicz klub Holistic Sport Clinic. Był trenerem personalnym wielu gwiazd polskiego sportu i show biznesu: Katarzyny Dowbor, Antoniego Królikowskiego, Beaty Kozidrak i wielu innych.
W 2009 r. przygotowywał Mariusza Pudzianowskiego do walki MMA w KSW. Współpracował z Mirosławem Oknińskim – prekursorem mieszanych sztuk walk w Polsce. Jego wiedzę i umiejętności zapaśnicze docenili m.in. Krzysztof Jotko – zawodnik UFC, Michał Oleksiejczuk – zawodnik UFC, Szymon Kołecki – mistrz olimpijski w podnoszeniu ciężarów. Od 2021 r. trenuje zawodników tzw. freak fight MMA – m.in. Amadeusza Ferrariego, Adriana Ciosa.
Jako jedyny Polak przekazuje zawodnikom praktyczną wiedzę na temat folk style wrestlingu (collegiate wrestling). Promuje ten rodzaj zapasów w ramach MMA Roszkiewicz.
Zagrał w filmie Kalipso, Zamiana oraz w serialu 39 i pół. Jest współautorem książki Zostań swoim osobistym trenerem (wyd. Burda Publishing Polska 2012, ISBN 978-83-7778-182-1).
Prywatnie: od 2012 żonaty z Agnieszką Roszkiewicz, ojciec 2 dzieci.